# De Getafe al paraíso
De Getafe al paraíso o La familia del tío Maroma es un sainete lírico escrito en prosa y verso por Ricardo de la Vega —uno de los fundadores del género chico—, con música de Francisco Asenjo Barbieri. Se estrenó el 5 de enero de 1883 en el Teatro Variedades de Madrid y se considera el segundo gran éxito de este género, después de La canción de la Lola. Los libretos de esa época con frecuencia tenían una dedicatoria, De Getafe al paraíso fue dedicado a Tomás Luceño y Javier de Burgos, la nota escrita por Vega, entre otras cosas, decía:

Siento deseos de dedicaros este sainete porque sois saineteros de buena ley, y tenéis todas mis simpatías. Seguid el camino emprendido. [...]
De fusiladores y morcilleros: el discurso cómico del género chico.

Con este sainete se inició la costumbre de dar dos o tres nombres a la misma obra.

## Estructura y análisis
De Getafe al paraíso está dividida en dos actos y estos a su vez están divididos en cinco cuadros que se relacionan con los cambios de escenografía, aunque lo común en el teatro por horas era que las comedias fueran de un solo acto. Se trata de una pieza calificada como costumbrista, que mezcla enredos amorosos —cuya motivación es más el interés que el amor— y crítica social.
La trama gira alrededor de un grupo de pueblerinos ingenuos e ignorantes que viajan a Madrid y expone a través de sus ojos la vida en la ciudad. Para este grupo, la capital se presenta como un «lugar refinado pero de perdición» y no llegan a comprender las costumbres de su gente. Según la autora Margot Versteeg, en este sainete «se confrontan dos mundos», ya que «las costumbres madrileñas, [...] [son] experimentadas por un ingenuo paleto y su séquito».

## Personajes
| Personaje     | Tesitura     | Reparto del estreno |
| ------------- | ------------ | ------------------- |
| Margarita     | soprano      | Juana Espejo        |
| Señor Felipe  | barítono     | Juan José Luján     |
| Don Benito    | tenor cómico | Salvador Vallés     |
| Manolo Maroma | actor        | Andrés Ruesga       |

## Argumento
El primer cuadro, que lleva por nombre «A la galera», inicia cuando Felipe Maroma —un rico pueblerino oriundo de Getafe— se entera de que su sobrino Manolo, reconocido tenor, va a presentarse en un teatro de Madrid. Deseoso de que su hija Margarita se case con Manolo, Felipe decide viajar a Madrid en un carruaje de mulas para encontrarse con él y se hace acompañar de Benito, un escribiente desempleado que les servirá como guía y que secretamente pretende casarse con Margarita por interés económico. En el segundo cuadro, «Los matuteros», el grupo de pueblerinos es detenido en el fielato del puente de Toledo para pagar impuestos por los víveres que llevan consigo, como el procedimiento es tardado, deciden seguir el camino a pie y dejar a cargo del trámite a Lucas el cochero. En este sitio se encuentran Lucas y Manolo, que iba a Getafe a buscar a su tío, y este le da a entender al cochero que está impedido para casarse con su prima.
En el tercer cuadro, «Misa de tropa», Benito espera a las puertas de una iglesia donde se celebra una boda, Felipe y Margarita se presentan ante él vestidos estrafalariamente «a la última moda» y llega Lucas, quien les dice que vio a Manolo acompañado en un carruaje. En «La fruta del paraíso», el cuarto cuadro, otros pueblerinos, también vecinos de Getafe, llegan al teatro y lanzan melocotones al escenario, por lo que son expulsados por un guardia. Mientras tanto, Felipe y sus acompañantes llegan tarde a la función. El quinto y último cuadro, «Fausto y Margarita», muestra el desenlace de la representación del Fausto de Gounod y, finalmente, el encuentro de Manolo y sus familiares pueblerinos. Felipe por fin se entera de que su sobrino ya está casado y que por tanto no puede contraer matrimonio con su prima, Benito aprovecha la oportunidad para pedir la mano de Margarita.

## Números musicales
La obra contiene nueve números musicales, que son los siguientes:
1. Preludio
2. Tercetino - «¿Dónde vas con esa mantilla?»
3. Pasacalle - «Ha venido un barco lleno de escarola»
4. Introducción y coro - «¡Ay que barahúnda!»
5. Escena de la boda - «Ya te han dado la bendición»
6. Pasodoble de la tropa - «Todos los domingos»
7. Cuplé del jefe de la claque - «Una vez amigos míos»
8. Variación - música de la ópera Fausto
9. Final orquestal

## Reposiciones y reproducciones
En 1999, la Coral Polifónica de Getafe repuso De Getafe al paraíso en el marco de un homenaje a la zarzuela con motivo de su décimo aniversario. En 2007, como parte de la Compañía Lírica de Getafe, nuevamente representó la obra. En 2008, el sexteto Ensamble Madrid grabó en CD la música del sainete para la colección Zarzuela en formato de cámara de la compañía Concerto XXI.